# Elayne Boosler
Elayne Boosler est une actrice et scénariste américaine née le 18 août 1952 à Brooklyn, New York (États-Unis).

## Filmographie

### comme actrice
- 1984 : Meatballs Part II : Mother
- 1987 : Broadway Baby (TV)
- 1990 : Mother Goose Rock 'n' Rhyme (TV) : Mother Hubbard
- 2004 : Balderdash (série TV) : Hostess

### comme scénariste
- 1985 : Elayne Boosler: Party of One (TV)
- 1987 : Broadway Baby (TV)